# The Secret (EP)
Pour les articles homonymes, voir Secret (homonymie).
Albums de Cosmic Girls
Would You Like?
(2016) From. WJSN
(2017)
Singles
1. Secret
Sortie : 17 août 2016

The Secret est le second mini-album du girl group sino-coréen Cosmic Girls. L'album marque leur première sortie en tant que groupe de treize membres à la suite de l'ajout de Yu Yeonjung en juillet 2016. Il est sorti le 17 août 2016 sous Starship Entertainment et distribué sous LOEN Entertainment.

## Promotion
Le 17 août 2016, Cosmic Girls a tenu un showcase pour célébrer la sortie de son album, interprétant pour la première fois ses nouveaux titres, mais aussi ses anciens,,.
Le 18 août, le groupe a fait son retour sur scène au M! Countdown de Mnet avec les titres "BeBe" et "Secret". Suivi par le Music Bank de  KBS le 19 août, et l'Inkigayo de SBS le 21 août,,.

## Liste des pistes
| [ 7 ] | [ 7 ]                                       | [ 7 ]        | [ 7 ]         | [ 7 ] | [ 7 ] | [ 7 ] | [ 7 ] | [ 7 ] | [ 7 ] |
| No    | Titre                                       | Auteur       | Producteur(s) | Durée |       |       |       |       |       |
| ----- | ------------------------------------------- | ------------ | ------------- | ----- | ----- | ----- | ----- | ----- | ----- |
| 1.    | Secret (비밀이야: bimil-iya)                | e.one, Exy   | e.one         | 3:43  |       |       |       |       |       |
| 2.    | BeBe                                        | e.one, Exy   | e.one         | 3:18  |       |       |       |       |       |
| 3.    | Would You Kiss Me? (우주키스미: ujukiseumi) | Robin, Kyung | Robin         | 3:37  |       |       |       |       |       |
| 4.    | Prince (짠!: jjan!)                         | e.one, Exy   | e.one         | 3:21  |       |       |       |       |       |
| 5.    | ROBOT                                       | Giriboy      | Giriboy       | 3:39  |       |       |       |       |       |
| 6.    | Good Night (이층침대: icheungchimdae)       | Robin        | Robin         | 3:33  |       |       |       |       |       |
| 7.    | Secret (Chinese Ver.)                       | e.one, Exy   | e.one         | 3:43  |       |       |       |       |       |
| 24:00 |                                             |              |               |       |       |       |       |       |       |

## Classement

### Classements hebdomadaires
| Classement (2016)               | Meilleure position |
| ------------------------------- | ------------------ |
| Corée du Sud (Gaon Album Chart) | 6                  |

### Classements mensuels
| Classement (2016)               | Meilleure position |
| ------------------------------- | ------------------ |
| Corée du Sud (Gaon Album Chart) | 15                 |

## Historique de sortie
| Pays         | Date         | Format                   | Label                                      |
| ------------ | ------------ | ------------------------ | ------------------------------------------ |
| Mondial      | 17 août 2016 | Téléchargement numérique | Starship Entertainment, LOEN Entertainment |
| Corée du Sud | 17 août 2016 | Téléchargement numérique | Starship Entertainment, LOEN Entertainment |
| Corée du Sud | 19 août 2016 | CD                       | Starship Entertainment, LOEN Entertainment |